# Opportune de Montreuil
Pour les articles homonymes, voir Sainte-Opportune.
Opportune de Montreuil, née vers 720 à Exmes près d'Argentan (actuel département de l'Orne, région Normandie) et morte en 770 à Montreuil-au-Houlme, est une religieuse, abbesse de Monasteriolum (situé pense-t-on à Montreuil-la-Cambe), déclarée sainte par l'Église catholique. Elle fait semble-t-il partie de la famille des comtes souverains de Mortain. On lui attribua plusieurs miracles au point qu’elle a mérité le titre de « thaumaturge de la Normandie ».

## Biographie
Opportune était la supérieure du monastère d'Almenêches. Elle meurt en 770 un an après la mort de son frère saint Godegrand (Chrodegang de Séez), évêque de Sées.

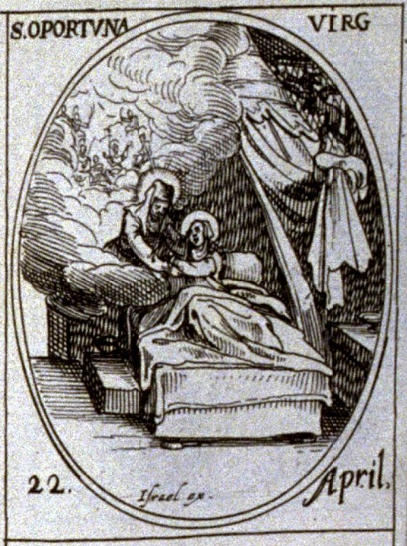
Sainte Opportune : détail d'une gravure de Jacques Callot (vers 1630).

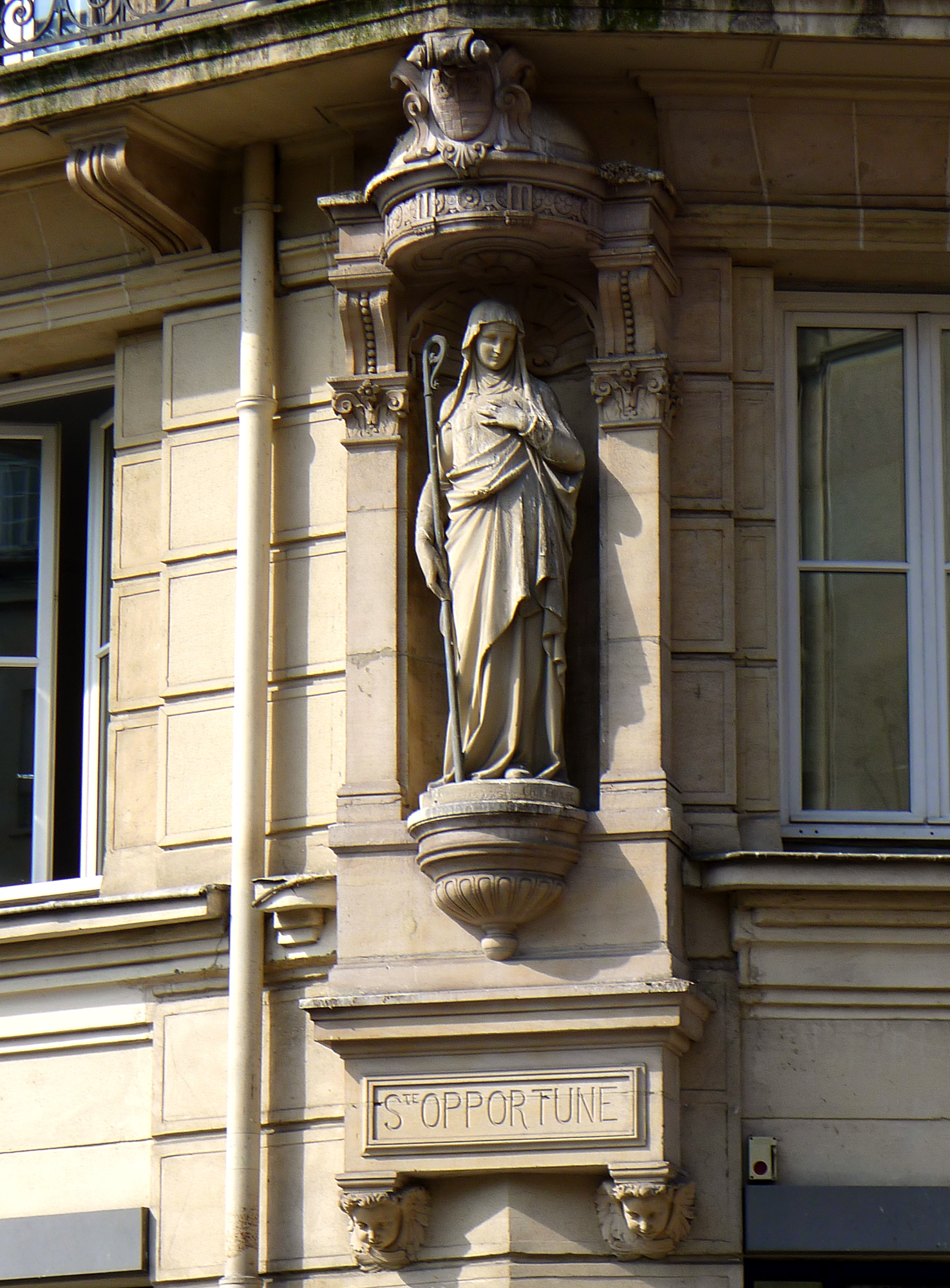
Niche avec statue de la sainte, (place Sainte-Opportune, Paris).

Elle est vénérée chez les moniales bénédictines d'Almenêches, qui l'invoquent pour les couples stériles désirant un enfant ; c'est la patronne de l'ancienne église paroissiale de Lessay.
Vers 853, le clergé de la ville de Sées fuyant les invasions normandes[réf. à confirmer] , obtint de Louis le Germanique, frère de Charles le Chauve la terre de Moussy (dans l'actuel département de Seine-et-Marne), pour y mettre en sûreté les restes de l'ancienne supérieure du monastère d'Almenêches. Les restes furent déposés dans la maison d'un nommé Gozlin où elle attirèrent un grand nombre de pèlerins. Avec les offrandes, une petite chapelle fut construite et plus tard ils furent transférés dans l’ancienne église priorale Sainte-Opportune de Moussy-le-Neuf, qui fut construite vers 1220-1222.  Notre-Dame et l’église Sainte-Opportune ont, successivement, accueilli ses reliques. 

## Dicton
Fête le 22 avril : « Pluie à la Sainte-Opportune, n'y a ni cerises, ni prunes ».